# 김주형 (1981년)
김주형(한국 한자: 金株亨, 1981년 3월 10일 ~ )은 대한민국의 전 축구 선수이며, 포지션은 미드필더였다.